# Полар-Бэр-Пасс
Полар-Бэр-Пасс (англ. Polar Bear Pass National Wildlife Area, фр. Réserve nationale de faune du Col-Polar-Bear) — национальный природный заповедник (МСОП Ia), расположенный в центре острова Батарест, в регионе Кикиктани канадской территории Нунавут. Название заимствовано от расположенного на территории одноимённого перевала (рус. Перевал полярного медведя), названного из-за полярных медведей, мигрирующих через него с марта по ноябрь.

## История
С 1968 по 1993 годы Канадский музей природы отправлял на Батерст несколько экспедиций. Данные, собранные на перевале исследовательскими полевыми станциями, послужили большим источником информации об арктической флоре и фауне, на их основе сделано более 100 научных публикаций. В 1970-х по результатам этих исследований и в рамках Международной Биологической программы район Полар-Бэр-Пасс был впервые идентифицирован для сохранения и защиты.
24 мая 1982 года водно-болотные угодья Полар-Бэр-Пасс были занесены в международный список водоёмов Рамсарской конвенции. 1 января 1985 года резерватом был получен федеральный статус сохранения. Доступ в Полар-Бэр-Пасс ограничен, за исключением представителей коренных народов Нунавута (всем остальным необходимо специальное разрешение на доступ и проведение любых видов деятельности), которым согласно действующим законам и принятым соглашениям разрешён сбор перьев и охота на перелётных птиц для удовлетворения своих экономических, социальных и культурных потребностей.

## География
Территория резервата представляет собой долину, окружённую холмами, максимальная высота холмов не превышает 240 метров. Общая площадь резервата составляет 2624 км² (данные приведены на основании справочника охраняемых природных территорий IUCN, в других источниках встречаются цифры 2675, 2636,48, 2421,65), что делает Полар-Бэр-Пасс крупнейшим в стране. 214 км² приходятся на морскую зону (включая береговую линию и литораль). К северо-западу находится другой заповедник, национальный парк Куасуиттук.

## Флора и фауна
В районе Полар-Бэр-Пасс преобладают травянистые растения, однообразие сосудистых. Флору в основном представляют камнеломка супротивнолистная, ива травянистая, осоковые, злаки, мхи и лишайники.
В резервате насчитывают 11 видов млекопитающих, среди которых:
- Два вида парнокопытных: карибу Пири[англ.] (вид считается на грани исчезновения, в Полар-Бэр-Пасс насчитывается около полутора десятков) и овцебыки (самая большая популяция на острове, более чем 120 особей, что составляет от 10 до 30% от всех овцебыков Батерста);
- К плотоядным относятся полярные лисицы, волки, горностаи, белые медведи, моржи, кольчатые нерпы и лахтаки.
- К мелким млекопитающим относятся арктические зайцы и гренландский вид леммингов[4].

В Полар-Бэр-Пасс насчитывается 54 вида птиц, 30 из которых там гнездяться. Основными среди них являются краснозобая гагара, белый гусь, чёрная казарка, гага-гребенушка и морянка. Два вида хищных птиц: белая сова и мохноногий канюк. Среди перелётных в заповеднике встречаются плосконосые плавунчики, были замечены и болотные птицы, такие как бонапартов и бэрдов песочники. Так же в Полар-Бэр-Пасс гнездятся два вида воробьиных: пуночка и лапландский подорожник. Водно-болотные угодья обеспечивают обилие насекомых, которые служат пищей для большого количества мелких птиц.